# Wereldbeker voetbal 2004
De Wereldbeker van 2004 werd gespeeld tussen het Portugese FC Porto en het Colombiaanse Once Caldas. 
Porto mocht deelnemen aan de wereldbeker omdat het eerder de finale van de Champions League had gewonnen. In die finale hadden de Portugezen het Franse AS Monaco met 3-0 ingeblikt. Once Caldas had in 2004 de Copa Libertadores gewonnen na strafschoppen tegen Boca Juniors.
Na 120 minuten was er nog steeds niet gescoord, waardoor strafschoppen de beslissing moesten brengen. Porto won uiteindelijk met 8-7 in de penaltyreeks. Pedro Emanuel trapte de beslissende strafschop binnen. Het was de laatste editie van de wereldbeker die in 1960 voor het eerst in het leven werd geroepen. Vanaf 2005 werd de wedstrijd een mini-toernooi. Voor de Portugezen was het de tweede keer na 1987 dat ze de trofee in ontvangst mochten nemen.

## Wedstrijddetails
|                              |                                                                                           |              |                                                                     |                                                                                         |
| 12 december 2004 19:05 UTC+9 | FC Porto                                                                                  | 0 – 0 (n.v.) | Once Caldas                                                         | Nissan-stadion, Yokohama Toeschouwers: 45.748 Scheidsrechter: Jorge Larrionda (Uruguay) |
| 12 december 2004 19:05 UTC+9 | Verslag                                                                                   |              |                                                                     | Nissan-stadion, Yokohama Toeschouwers: 45.748 Scheidsrechter: Jorge Larrionda (Uruguay) |
| 12 december 2004 19:05 UTC+9 | Strafschoppen                                                                             |              |                                                                     | Nissan-stadion, Yokohama Toeschouwers: 45.748 Scheidsrechter: Jorge Larrionda (Uruguay) |
| 12 december 2004 19:05 UTC+9 | Diego Carlos Alberto Quaresma Maniche McCarthy Costinha Jorge Costa Ricardo Costa Emanuel | 8 – 7        | Vanegas Alcázar Rojas de Nigris Fabbro Velásquez Díaz Cataño García | Nissan-stadion, Yokohama Toeschouwers: 45.748 Scheidsrechter: Jorge Larrionda (Uruguay) |

| Porto | Once Caldas |

| FC Porto:        |    |                     |                                            |
|                  |    |                     |                                            |
| GK               | 99 | Vítor Baía          | 102'                                       |
| RB               | 22 | Giourkas Seitaridis | 85'                                        |
| CB               | 3  | Pedro Emanuel       |                                            |
| CB               | 2  | Jorge Costa         | 79'                                        |
| LB               | 4  | Ricardo Costa       |                                            |
| CM               | 6  | Costinha            |                                            |
| RW               | 16 | Diego               | Kreeg voor de tweede keer geel en dus rood |
| AM               | 11 | Derlei              | 70'                                        |
| LW               | 18 | Maniche             |                                            |
| CF               | 9  | Luis Fabiano        | 78'                                        |
| CF               | 77 | Benni McCarthy      |                                            |
| Wisselspelers:   |    |                     |                                            |
| GK               | 13 | Nuno                | 102'                                       |
| MF               | 10 | Ricardo Quaresma    | 78'                                        |
| MF               | 19 | Carlos Alberto      | 70'                                        |
| Coach:           |    |                     |                                            |
| Víctor Fernández |    |                     |                                            |

| Once Caldas:   |    |                   |         |
|                |    |                   |         |
| GK             | 1  | Juan Carlos Henao |         |
| RB             | 2  | Miguel Rojas      |         |
| CB             | 6  | Roger Cambindo    | 46'     |
| CB             | 24 | Samuel Vanegas    |         |
| LB             | 22 | John García       |         |
| CM             | 5  | Rubén Velásquez   |         |
| CM             | 14 | Diego Arango      | 61' 33' |
| RW             | 3  | Jhon Viáfara      |         |
| AM             | 10 | Jonathan Fabbro   | 59'     |
| LW             | 16 | Elkin Soto        | 99'     |
| CF             | 11 | Antonio de Nigris | 117'    |
| Wisselspelers: |    |                   |         |
| MF             | 7  | Jefrey Díaz       | 61'     |
| DF             | 13 | Édgar Cataño      | 46'     |
| FW             | 15 | Herly Alcázar     | 99'     |
| Coach:         |    |                   |         |
| Luis Montoya   |    |                   |         |

1960 · 1961 · 1962 · 1963 · 1964 · 1965 · 1966 · 1967 · 1968 · 1969 · 1970 · 1971 · 1972 · 1973 · 1974 · 1975 · 1976 · 1977 · 1978 · 1979 · 1980 · 1981 · 1982 · 1983 · 1984 · 1985 · 1986 · 1987 · 1988 · 1989 · 1990 · 1991 · 1992 · 1993 · 1994 · 1995 · 1996 · 1997 · 1998 · 1999 · 2000 · 2001 · 2002 · 2003 · 2004